# Neujahrskonzert der Wiener Philharmoniker 1988
Das Neujahrskonzert der Wiener Philharmoniker 1988 war das 48. Neujahrskonzert der Wiener Philharmoniker und fand am 1. Jänner 1988 im Wiener Musikverein statt. Dirigiert wurde es zum ersten Mal von Claudio Abbado.

## Historischer Hintergrund
Das Neujahrskonzert wurde von seinen Anfängen bis 1986 nur von vier Dirigenten geleitet. Während der NS-Jahre und erneut von 1948 bis 1954 leitete Clemens Krauss die Konzertreihe, die von ihm ins Leben gerufen worden war. Während des Auftrittsverbots von Krauss unmittelbar nach dem Untergang des NS-Regimes übernahm der unbelastete Strauß-Spezialist Josef Krips zweimal das Dirigat. Nach dem Tod von Clemens Krauss folgte 1955 der Stehgeiger Willi Boskovsky, Konzertmeister der Philharmoniker, der das Konzert 25 Mal hintereinander leitete. Es folgten ab 1980 sieben Konzerte mit dem Dirigenten Lorin Maazel, der von 1982 bis 1984 als Direktor der Wiener Staatsoper fungierte. Danach entschieden die Wiener Philharmoniker, jedes Jahr einen anderen Dirigenten einzuladen.
Zu den ersten drei Eingeladenen zählten Dirigenten, die das Orchester in den Nachkriegsjahren – neben Karl Böhm und Josef Krips – auf unterschiedliche Art wesentlich geprägt hatten: 1987 Herbert von Karajan, Staatsoperndirektor von 1957 bis 1964, im Folgejahr Claudio Abbado, Musikdirektor der Staatsoper ab 1986, und schließlich 1989 Carlos Kleiber.

## Kooperation der Philharmoniker mit Claudio Abbado

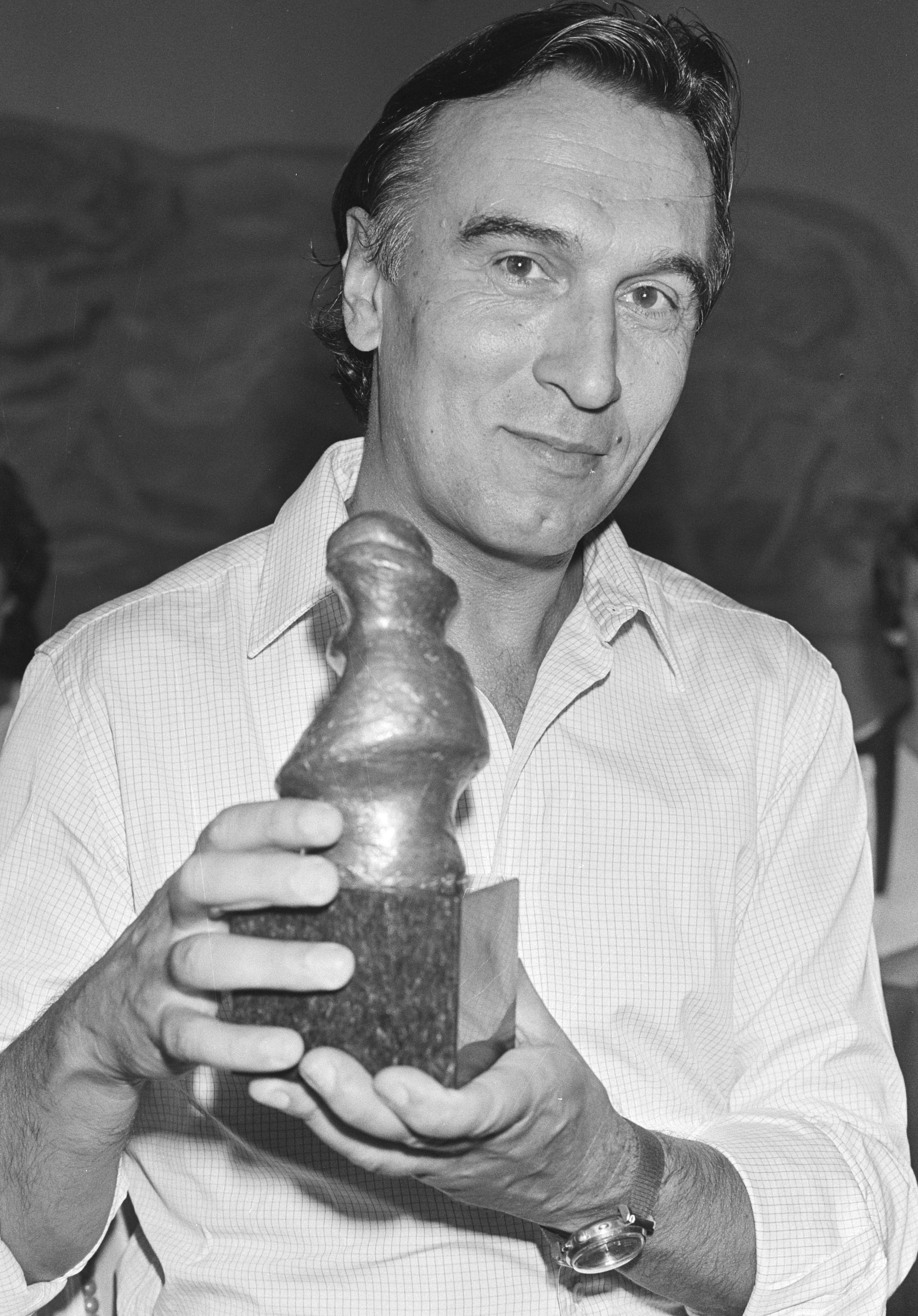
Claudio Abbado, 1982

Es war eine extrem lange, konstruktive und produktive Arbeitsbeziehung, die das Orchester mit dem Mailänder Dirigenten verband. Im Jahr 1965, Abbado war 32 Jahre alt, debütierte er am Pult der Philharmoniker – mit Gustav Mahlers zweiter Sinfonie bei den Salzburger Festspielen. Abbado hatte das Konservatorium seiner Heimatstadt absolviert und danach weitere Studien in Wien bei Hans Swarowsky. Er hatte sich in seinen Lehrjahren ein breites Repertoire erarbeitet, das „Von Bach bis Ligeti, von Händel bis Webern, von Mozart bis Boulez, von Schubert bis Rihm“ reichte. So umschreiben es die Wiener Philharmoniker auf ihrer Website. Mehr über 500 Mal leitete er den Wiener Klangkörper, in Opernaufführungen und Konzerten in Wien, Salzburg, Nordamerika, Japan und China. Abbado war Universalist, dennoch lassen sich deutlich Schwerpunkte erkennen. Neben Rossini, Verdi, Nono stand nahezu jede Form Musik, die aus Wien stammte, im Zentrum seiner Arbeit: Mozart und Schubert zuerst, der Don Giovanni an der Wiener Staatsoper und die Wiederentdeckung des Fierrabras im Theater an der Wien. Beethoven-Zyklen 1987 und 1988 in New York, Tokio und Paris. Die beiden Neujahrskonzerte 1988 und 1991, gewidmet der Strauß-Dynastie. Alle vier Symphonien von Brahms, auch Bruckner. Immer wieder Gustav Mahler, den er parallel zu Leonard Bernstein den Wiener Philharmonikern mit derart hohem Engagement erläuterte, so dass dessen Symphonien und Orchesterlieder heute zum Standardrepertoire des Orchesters zählen. Und schließlich die Wiener Schule, Schönberg, Berg, Webern, die Gurre-Lieder, A Survivor from Warsaw, der Wozzeck an der Wiener Staatsoper, die Passacaglia für Orchester. Clemens Heilsberg beschreibt in seinem Nachruf jene „Horizonterweiterung, die sein Wirken für uns bedeutete.“ Abbado war nicht nur des Orchesters treuester „Reisedirigent“ (138 Konzerte auf drei Kontinenten), sondern auch der Türöffner für bislang sorgsam gemiedene Schritte in die Moderne. Ab 1971 war er ständiger Gastdirigent der Wiener Philharmoniker. 1986 wurde er zum Musikdirektor der Wiener Staatsoper bestellt und 1987 übernahm er die Funktion des Generalmusikdirektors der Stadt Wien, eine Funktion, die eigens für ihn geschaffen wurde und die er bis 1991 bekleidete. Im Oktober 1989 war Abbado von den Berliner Philharmonikern als Künstlerischer Leiter des Orchesters bestellt worden, als Nachfolger Herbert von Karajans. Im Jahr 1994 übernahm er auch die Leitung der Salzburger Osterfestspiele. Damit war er zweifach bei der „Konkurrenz“ beschäftigt, was zwangsläufig zu einer Reduktion der Wiener Verpflichtungen führen musste. 1997 leitete er sein letztes Konzert mit den Wienern.
Wesentliche Teile der Zusammenarbeit zwischen Dirigent und Orchester sind als Tondokumente erhalten. Es bestehen live-Mitschnitte, Plattenaufnahmen und Videoaufzeichnungen der Opernproduktionen in Wien und Salzburg.

## Fernsehübertragung, Ausstattung
Der zweite Teil des Neujahrskonzertes wurde in Kooperation von ORF und ZDF produziert und weltweit ausgestrahlt. Sprecher war Ernst Grissemann, es tanzte das Ballett der Wiener Staatsoper in der Choreografie von Gerlinde Dill. Die Regie hatte erneut Hugo Käch inne. Der Blumenschmuck des Goldenen Saales war, wie seit 1980 üblich, eine Spende der italienischen Stadt San Remo.

## Programm

### 1. Teil
- Emil Nikolaus von Reznicek: Ouvertüre zu Donna Diana  (4:02)*
- Josef Strauss: Brennende Liebe (Polka mazur), op. 129 (4:28)
- Josef Strauss: Auf Ferienreisen (Polka schnell), op. 133 (2:29)
- Johann Strauss (Sohn): Wo die Citronen blüh’n (Walzer), op. 364
- Johann Strauss (Sohn): Auf der Jagd (Polka schnell), op. 373

### 2. Teil
- Johann Strauss (Sohn): Ouvertüre zur Operette Die Fledermaus (8:17)
- Johann Strauss (Sohn): Neue Pizzicato-Polka, op. 449 (3:40)
- Johann Strauss (Sohn): Freuet euch des Lebens (Walzer), op.340 (8:20)
- Johann Strauss (Sohn)/Giuseppe Verdi: Un ballo in maschera (Quadrille), op. 272 (4:35)*
- Johann Strauss (Sohn): Tritsch-Tratsch (Polka schnell), op. 214, mit den Wiener Sängerknaben (2:59)
- Johann Strauss (Sohn): Leichtes Blut (Polka schnell), op. 319, mit den Wiener Sängerknaben (2:43)
- Johann Strauss (Sohn): Seid umschlungen, Millionen (Walzer), op. 443 (9:37)
- Johann Strauss (Sohn): Perpetuum mobile (Musikalischer Scherz), op. 257 (2:58)
- Josef Strauß: Im Fluge (Polka schnell), op. 230 (2:00)

### Zugaben
- Johann Strauß (Sohn): Banditen-Galopp, op. 378 (2:44)
- Johann Strauss (Sohn): An der schönen blauen Donau (Walzer), op. 314 (9:43)
- Johann Strauss (Vater): Radetzky-Marsch, op. 228 (3:24)

Werkliste und Reihenfolge entsprechen den Angaben der Wiener Philharmoniker.
Mit * gekennzeichnete Werke standen erstmals in einem Programm eines Neujahrskonzertes.

## Zitat
„Selten hat ein Nicht-Wiener den Straußschen Dreivierteltakt so ausgekostet wie Abbado. Auch nicht der Salzburger Herbert von Karajan.“

## Aufnahmen
Ein Live-Mitschnitt des Konzertes wurde von der Deutschen Grammophon auf Vinyl veröffentlicht. Die LP erschien noch im Jahr 1988. Laut Trackliste fehlen jedoch der Walzer Wo die Zitronen blüh’n und die Polka Auf der Jagd.